# جذع شرياني مستديم
الجِذْعُ الشِّرْيانِيُّ المُسْتَدِيْم (بالإنجليزية: Persistent truncus arteriosus)‏ هو شكل نادر من أمراض القلب الخلقية التي تظهر عند الولادة. في هذه الحالة، البنية الجنينة المعروفة باسم الجذع الشرياني تفشل في الانقسام بشكل صحيح إلى الجذع الرئوي و الشريان الأبهر. ويؤدي ذلك إلى ظهور جذع شرياني ناشئ عن القلب ويوفر دماً مختلطاً إلى الشرايين التاجية والشرايين الرئوية والدورة الدموية الكبرى.

## الأسباب
في معظم الأحيان، يحدث هذا الخلل تلقائياً. وقد ارتبطت الاضطرابات الوراثية، و التشوهات (الفيروسات والاختلال الأيضي، والعوامل الصناعية أو الدوائية) كأسباب محتملة. ويرتبط ما يصل إلى 50٪ (باختلاف النسبة في الدراسات) من الحالات مع حذف الكروموسوم 22q11 ( متلازمة دي جورج ). العرف العصبي، وتحديداً المعروف باسم العرف العصبي القلبي، يساهم مباشرة في الحاجز الأبهري الرئوي.
انفصال جزئي في العرف العصبي القلبي في مرحلة تطور الأجنة والشذوذات الجينية تؤثر على هذه المجموعة من الخلايا في القوارض وتؤدي إلى استمرار الجذع الشرياني.
ارتبطت اضطرابات عديدة والتي تؤثر على قمة القلب العصبية مع الجذع الشرياني المستمر، وبعضها عوامل نمو (عامل نمو الخلايا الليفية 8 وبروتين العظام المخلق)، عوامل النسخ (T-box, Pax, Nkx2-5, GATA-6, and Forkhead)، و بروتينات الموصلات الفجوية (كونيكسين). يساهم العرف العصبي القلبي أيضاً في تكوين العضلات الملساء للشرايين الكبيرة.

## التغييرات التشريحية للقلب
- شريان واحد ناشئ عن البطينين مما يؤدي إلى إعطاء كل من الأوعية الأبهرية والرئوية.
- صمام جذعي غير طبيعي.
- قوس أبهري يميني في حوالي 30% من الحالات لا يظهر.
- عيب كبير في الحاجز البطيني.
- فرط ضغط الدم الرئوي
- الخلط الكامل للدم على مستوى الأوعية الكبيرة.
- تحويل الدم من اليمين إلى اليسار.

## التشخيص
- زرقة تظهر عند الولادة.
- قصور القلب خلال أسابيع.
- وتسمع نفخة القذف الانقباضي على الحدود القصية اليسرى
- تضخم في البطين
- زيادة الأوعية الدموية الرئوية
- نقص كلس الدم (إذا كان مرتبطاً بمتلازمة دي جورج)

## الأنواع
التصنيف الأكثر شهرة هو نظام أربعة أضعاف الذي وضعه كوليت وادواردز في عام 1949 وتتميز الأنواع الثلاث الأولى بتفرعاتهم الرئوية:
- النوع الأول: جذع -> شريان رئوي واحد -> اثنين من الشرايين الرئوية الجانبية.
- النوع الثاني: جذع -> اثنين من الشرايين الخلفية/ الشرايين الخلفية الجانبية الرئوية.
- النوع الثالث: جذع -> اثنين من الشرايين الرئوية مباشرةً.
- النوع الرابع: المقترح في عام 1949 لم يعد يعتبر شكل من أشكال التصنيف من قبل معظم المصادر الحديثة.[9]

وهنالك تصنيف آخر معروف وُضِع من قبل فان براغز في عام 1965.

## العلاج
العلاج هو عبارة إصلاح جراحي في المرحلة الوليدية، وذلك بهدف استعادة النمط الطبيعي لتدفق الدم. الجراحة هي جراحة قلب مفتوح، وسيتم وضع المريض على مجازة قلبية رئوية. يتم فتح القلب ويُغلق عيب الحاجز البطيني برقعة. ثم يتم فصل الشرايين الرئوية عن الشريان المشترك (الجذع الشرياني) وتوصيلها إلى البطين الأيمن باستخدام أنبوب (قناة أو نفق). الشريان المشترك مفصول الآن عن الدورة الدموية الرئوية، يعمل كما الشريان الأورطي مع الصمام الجذعي كما يعمل الصمام الأبهري. معظم الأطفال يبقوا على قيد الحياة مع هذا الإصلاح الجراحي، ولكن قد تتطلب المزيد من الجراحة كلما كبروا. على سبيل المثال، القناة لا تنمو مع الطفل، وربما تحتاج إلى استبدالها مع نمو الطفل. وعلاوة على ذلك، صمام الجذع في كثير من الأحيان غير طبيعي وقد يتطلب جراحة في المستقبل لتحسين وظيفته. كانت هناك حالات حيث تم تشخيص الحالة عند الولادة والتدخل الجراحي كان هو الخيار. وقد نجا عدد من هذه الحالات إلى مرحلة البلوغ.

## الانتشار
الجذع الشرياني المستديم هو شذوذ في القلب نادر حيث لديه انتشار أقل من 1٪.